# 히스티딘 키네이스
히스티딘 키네이스(영어: histidine kinase) (EC 2.7.13.3)는 다음과 같은 화학 반응을 촉매하는 효소이다. 
ATP + 단백질 L-히스티딘  ⇄  ADP + 단백질 N-포스포-L-히스티딘
EnvZ, 히스티딘 단백질 키네이스(영어: histidine protein kinase), 단백질 히스티딘 키네이스(영어: protein histidine kinase), 단백질 키네이스 (히스티딘)(영어: protein kinase (histidine)), HK1, HP165, Sln1p이라고도 한다.
히스티딘 키네이스의 두 가지 기질은 ATP, 단백질 L-히스티딘이며, 두 가지 생성물은 ADP, 단백질 N-포스포-L-히스티딘이다. 이러한 유형의 효소는 다양한 대사, 병독성 및 항상성 경로를 비롯한 많은 세포 과정의 상류에서 신호전달 경로에 관여한다. 히스티딘 키네이스는 다기능성이며 비동물계에서는 일반적으로 세포막을 통한 신호전달에서 역할을 하는 전이효소 계열의 단백질이다.

## 같이 보기
- 전이효소
- 키네이스
- 히스티딘